# Nati il 19 febbraio
| Questa pagina contiene informazioni ricavate automaticamente dalle voci biografiche con l'ausilio del template Bio e di un bot. L'aggiornamento è periodico e automatico e ricostruisce completamente la pagina. Se manca una persona in questa lista, sei pregato di non aggiungerla, ma accertati piuttosto che la sua voce biografica contenga il template Bio e che i dati anagrafici siano correttamente compilati. Se il template Bio manca, inseriscilo tu stesso o, in alternativa, metti l'avviso {{tmp\|Bio}} che ne segnala la mancanza. Se i dati riportati sono sbagliati, correggi direttamente la voce biografica; le modifiche saranno visibili in questa lista entro pochi giorni. Per chiarimenti vedi il progetto biografie. La lista contiene solo le 1.241 persone che sono citate nell'enciclopedia e per le quali è stato implementato correttamente il template Bio. Pagina aggiornata al 17 ago 2025. |

## VIII secolo(1)
- 766 - Hārūn al-Rashīd, califfo († 809)

## XV secolo(3)
- 1403 - Giacomo Badoer, politico e mercante italiano
- 1461 - Domenico Grimani, letterato e cardinale italiano († 1523)
- 1473 - Niccolò Copernico, astronomo, matematico e prete polacco († 1543)

## XVI secolo(8)
- 1526 - Carolus Clusius, botanico e docente francese († 1609)
- 1532 - Jean Antoine de Baïf, poeta francese († 1589)
- 1552 - Melchior Khlesl, cardinale e vescovo cattolico austriaco († 1630)
- 1559 - Filippo II di Baden-Baden, nobile tedesco († 1588)
- 1566 - Francesco Vastarini, religioso, filosofo e scrittore italiano († 1641)
- 1586 - Pieter de Carpentier, politico olandese († 1659)
- 1594 - Enrico Federico Stuart, principe britannico († 1612)
- 1599 - Sebastiano Cima, pittore italiano († 1677)

## XVII secolo(15)
- 1611 - Andries de Graeff, politico olandese († 1678)
- 1619 - Giulio Cesare Arresti, musicista italiano († 1701)
- 1630 - Shivaji, indiano († 1680)
- 1634 - Francesco De Lemene, librettista italiano († 1704)
- 1639 - Felice Rospigliosi, cardinale italiano († 1688)
- 1642 - Sofia Luisa di Württemberg († 1702)
- 1650 - Maria Teresa di Monaco, principessa monegasca († 1723)
- 1654 - Antonio Bellucci, pittore e decoratore italiano († 1726)
- 1660 - Friedrich Hoffmann, medico tedesco († 1742)
- 1663 - Pietro da Pietri, pittore italiano († 1716)
- 1671 - Charles-Hubert Gervais, compositore francese († 1744)
- 1679 - Carlo Leopoldo Calcagnini, cardinale italiano († 1746)
- 1690 - Agostino Maria Neuroni, vescovo cattolico svizzero († 1760)
- 1695 - Konstancja Czartoryska, nobildonna polacca († 1759)
- 1695 - Joannes Conradus Melchior Pichler, compositore, violinista e cantante austriaco († 1776)

## XVIII secolo(39)
- 1701 - Michel Audran, incisore francese († 1771)
- 1717 - David Garrick, attore teatrale e drammaturgo inglese († 1779)
- 1732 - Richard Cumberland, scrittore e drammaturgo inglese († 1811)
- 1733 - Daniel Carlsson Solander, botanico e medico svedese († 1782)
- 1734 - Francisco Antonio Cebrián Valdá, cardinale spagnolo († 1820)
- 1736 - Simon Charles Miger, incisore francese († 1820)
- 1738 - Serafino Vitale, vescovo cattolico italiano († 1801)
- 1739 - Giovanni Battista Dall'Olio, musicologo, liutaio e organista italiano († 1823)
- 1740 - Giacomo Giorgio Angaran, politico italiano († 1791)
- 1741 - Johann Gottlieb Stephanie, drammaturgo e librettista austriaco († 1800)
- 1742 - Abbondio Rezzonico, nobile italiano († 1810)
- 1743 - Luigi Boccherini, compositore e violoncellista italiano († 1805)
- 1752 - Simone Assemani, numismatico e orientalista italiano († 1821)
- 1752 - Francesco Ruspoli, III principe di Cerveteri, principe italiano († 1829)
- 1754 - Matteo Babini, tenore italiano († 1816)
- 1754 - Vincenzo Monti, poeta, scrittore e traduttore italiano († 1828)
- 1766 - William Dunlap, scrittore, storico e pittore statunitense († 1839)
- 1770 - Francisco Amorós, pedagogo spagnolo († 1848)
- 1770 - Maximilian Wimpffen, militare austriaco († 1854)
- 1772 - Juan Bautista Azopardo, corsaro e militare maltese († 1848)
- 1775 - Giovan Battista Comolli, scultore italiano († 1831)
- 1775 - Maurizio di Dietrichstein, nobile e militare austriaco († 1864)
- 1777 - Francesco Macdonald, generale e politico italiano († 1837)
- 1778 - Mulay 'Abd al-Rahman, sultano marocchino († 1859)
- 1782 - Maria Crocifissa delle Piaghe di Gesù, religiosa italiana († 1826)
- 1782 - Paolina di Sagan, principessa tedesca († 1845)
- 1785 - Vincenzo De Grazia, filosofo, politico e ingegnere italiano († 1856)
- 1787 - Giacomo Buzzi Leone, architetto italiano († 1858)
- 1787 - Giulio Rasponi, politico e banchiere italiano († 1876)
- 1788 - Giovanni Battista Vergani, architetto italiano († 1865)
- 1792 - Lucie Ingemann, pittrice danese († 1868)
- 1792 - Roderick Impey Murchison, geologo e paleontologo scozzese († 1871)
- 1793 - Sidney Rigdon, presbitero statunitense († 1876)
- 1793 - August von Stockhausen, generale e politico prussiano († 1861)
- 1794 - Girolamo Guidoni, geologo e naturalista italiano († 1870)
- 1796 - Demetrio Leonardi, farmacista, chimico e geologo italiano († 1881)
- 1797 - Giuseppe Avezzana, generale e politico italiano († 1879)
- 1799 - Ferdinand Reich, chimico e fisico tedesco († 1882)
- 1800 - Émilie Tavernier Gamelin, religiosa canadese († 1851)

## XIX secolo(199)
- 1801 - Antonio Caimo Dragoni, politico italiano († 1877)
- 1802 - Wilhelm Matthias Naeff, avvocato e politico svizzero († 1881)
- 1803 - Wacław Żyliński, arcivescovo cattolico lituano († 1863)
- 1804 - Karl von Rokitansky, medico, filosofo e politico boemo († 1878)
- 1805 - Luigi Melegari, politico, diplomatico e giurista italiano († 1881)
- 1806 - Alexander Funk, politico, avvocato e magistrato svizzero († 1871)
- 1806 - Giovanni Serpi, militare e politico italiano († 1890)
- 1810 - Lauro Rossi, compositore italiano († 1885)
- 1811 - William Hamilton, XI duca di Hamilton, nobile scozzese († 1863)
- 1811 - Andreas Müller, pittore tedesco († 1890)
- 1811 - Jules Sandeau, scrittore francese († 1883)
- 1812 - Zygmunt Krasiński, poeta e scrittore polacco († 1859)
- 1812 - Andrew Murray, botanico, entomologo e avvocato britannico († 1878)
- 1812 - Caterina Percoto, scrittrice e poetessa italiana († 1887)
- 1813 - Casimiro Ara, politico italiano († 1883)
- 1813 - Pietro Benini, ingegnere e imprenditore italiano († 1895)
- 1815 - Angelo Marescotti, economista e politico italiano († 1892)
- 1816 - Aleksej Ivanovič Butakov, ammiraglio e geografo russo († 1869)
- 1816 - Louis-Guillaume Perreaux, ingegnere e inventore francese († 1889)
- 1816 - Oreste Regnoli, giurista e politico italiano († 1896)
- 1819 - Angelo Piola Caselli, generale italiano († 1873)
- 1820 - Carolina Coronedi Berti, scrittrice italiana († 1911)
- 1821 - Frank P. Blair Jr., generale e politico statunitense († 1875)
- 1821 - Lodovico Caldesi, micologo, botanico e politico italiano († 1884)
- 1821 - Enrico Cernuschi, banchiere, patriota e collezionista d'arte italiano († 1896)
- 1821 - August Schleicher, linguista tedesco († 1868)
- 1824 - Henri Germain, banchiere e politico francese († 1905)
- 1826 - Émile Oudet, operaio francese († 1909)
- 1826 - Daniel von Salis-Soglio, ingegnere e militare svizzero († 1919)
- 1827 - Vito Mangiamele, matematico italiano († 1897)
- 1828 - John Dugdale Astley, politico, militare e dirigente sportivo britannico († 1894)
- 1828 - Ludwig Kugelmann, medico e attivista tedesco († 1902)
- 1828 - Luigi Steffani, pittore italiano († 1898)
- 1831 - Michele Chiesa, imprenditore, banchiere e politico italiano († 1918)
- 1832 - Karl Hopf, storico e medievista tedesco († 1873)
- 1833 - Élie Ducommun, giornalista e politico svizzero († 1906)
- 1833 - Therese von Wüllenweber, religiosa tedesca († 1907)
- 1834 - Hermann Snellen, medico olandese († 1908)
- 1835 - Antonio Crico, pittore e patriota italiano († 1899)
- 1836 - Enrico Sarria, compositore italiano († 1883)
- 1838 - Vincenzo Julia, poeta, filosofo e letterato italiano († 1894)
- 1838 - Lydia Thompson, danzatrice e attrice britannica († 1908)
- 1838 - Enrico Matteo Zuzzi, patriota, medico e letterato italiano († 1921)
- 1839 - Alpheus Spring Packard, entomologo e paleontologo statunitense († 1905)
- 1839 - Giuseppe Ria, medico italiano († 1926)
- 1840 - Marie de Castellane, nobildonna francese († 1915)
- 1840 - Andrew Ryan McGill, politico statunitense († 1905)
- 1841 - Elfrida Andrée, organista e compositrice svedese († 1929)
- 1841 - Felipe Pedrell, compositore spagnolo († 1922)
- 1843 - Giuseppe Baldo, presbitero italiano († 1915)
- 1843 - Adelina Patti, soprano italiano († 1919)
- 1843 - Théophile Seyrig, ingegnere belga († 1923)
- 1843 - Leonardo de Mango, pittore italiano († 1930)
- 1844 - Aleksej Pavlovič Fedčenko, biologo e esploratore russo († 1873)
- 1844 - Alice Hoschedé, francese († 1911)
- 1845 - Fëdor Ivanovič Uspenskij, bizantinista russo († 1928)
- 1846 - Giuseppe Buonamici, compositore, pianista e musicologo italiano († 1914)
- 1846 - Charles Simon Clermont-Ganneau, archeologo e orientalista francese († 1923)
- 1846 - Nicholas Fish II, diplomatico statunitense († 1902)
- 1846 - Antonio Tami, magistrato, funzionario e politico italiano († 1919)
- 1848 - Bruno Piglhein, pittore tedesco († 1894)
- 1849 - Hans Dahl, pittore norvegese († 1937)
- 1849 - Giovanni Passannante, anarchico italiano († 1910)
- 1850 - Richard Brewer, pistolero e avvocato statunitense († 1878)
- 1852 - Hans Emil Alexander Gaede, generale tedesco († 1916)
- 1853 - Francesco Maria Di Francia, presbitero italiano († 1913)
- 1853 - Jacques Doucet, stilista e collezionista d'arte francese († 1929)
- 1853 - Ernesto Marsaglia, ingegnere e politico italiano († 1924)
- 1854 - Louis Georges Gouy, fisico francese († 1926)
- 1854 - Aleksandr Aleksandrovič Mosolov, generale e diplomatico russo († 1939)
- 1855 - Goffredo di Crollalanza, genealogista, giornalista e araldista italiano († 1905)
- 1856 - Carl Barus, fisico statunitense († 1935)
- 1856 - Gian Antonio Maggi, matematico e fisico italiano († 1937)
- 1856 - Rudolf Stammler, giurista tedesco († 1938)
- 1858 - Tobias Augustus Matthay, compositore, musicista e insegnante inglese († 1945)
- 1858 - Herbrand Russell, XI duca di Bedford, politico inglese († 1940)
- 1859 - Svante Arrhenius, chimico e fisico svedese († 1927)
- 1859 - Celso Cianchi, fantino italiano († 1937)
- 1860 - Giuseppe Ciscato, matematico e astronomo italiano († 1908)
- 1861 - Henry Horne, generale inglese († 1929)
- 1863 - Augusto Leguía y Salcedo, politico peruviano († 1932)
- 1863 - Axel Thue, matematico norvegese († 1922)
- 1864 - Đồng Khánh, imperatore vietnamita († 1889)
- 1864 - Jean Verdier, cardinale e arcivescovo cattolico francese († 1940)
- 1864 - Ferdinand Zecca, regista francese († 1947)
- 1865 - Sven Hedin, esploratore e geografo svedese († 1952)
- 1865 - Ferdinand Löwe, direttore d'orchestra austriaco († 1925)
- 1867 - Michele Barbi, filologo e italianista italiano († 1941)
- 1867 - Roberto De Vito, politico italiano († 1959)
- 1867 - Giovanni Montemartini, politico italiano († 1913)
- 1868 - Enrico Annibale Butti, scrittore e drammaturgo italiano († 1912)
- 1869 - John M. Campbell, calciatore scozzese († 1906)
- 1869 - Andreas Michelsen, ammiraglio tedesco († 1932)
- 1869 - Hovhannes Tumanjan, poeta armeno († 1923)
- 1869 - Arthur Russell, II barone Ampthill, funzionario, dirigente sportivo e canottiere britannico († 1935)
- 1869 - Camille de Morlhon, regista e sceneggiatore francese († 1952)
- 1870 - Moisè Cecconi, scrittore italiano († 1963)
- 1871 - William Diller Matthew, paleontologo statunitense († 1930)
- 1871 - Ludvig Kornerup, arbitro di calcio e allenatore di calcio danese († 1946)
- 1871 - Anna Luisa di Schönburg-Waldenburg, nobile tedesca († 1951)
- 1872 - Elisar von Kupffer, pittore, poeta e storico estone († 1942)
- 1872 - Johan Pitka, ammiraglio estone († 1944)
- 1873 - Louis Feuillade, regista e sceneggiatore francese († 1925)
- 1873 - Almighty Voice, giocatore di lacrosse canadese († 1960)
- 1874 - Max Adalbert, attore tedesco († 1933)
- 1874 - Rose Gelbert, golfista francese († 1956)
- 1874 - Carl Stockdale, attore statunitense († 1953)
- 1874 - Josef Šusta, storico, scrittore e politico ceco († 1945)
- 1875 - Jean Stern, schermidore francese († 1962)
- 1876 - Constantin Brâncuși, scultore romeno († 1957)
- 1876 - Campbell Brown, golfista statunitense († 1951)
- 1876 - Giulio Casalini, politico italiano († 1956)
- 1876 - Arthur von Gerlach, regista teatrale e regista cinematografico tedesco († 1925)
- 1876 - Niels Høeg, compositore di scacchi danese († 1951)
- 1876 - Henri Hérouin, arciere francese († 1926)
- 1877 - Louis Aubert, musicista, compositore e critico musicale francese († 1968)
- 1877 - Henri Fréteur, ginnasta francese
- 1877 - George Melford, regista e attore statunitense († 1961)
- 1877 - Gabriele Münter, pittrice tedesca († 1962)
- 1878 - Harriet Bosse, attrice norvegese († 1961)
- 1878 - Kristofer Uppdal, scrittore norvegese († 1961)
- 1879 - Armando Armani, generale e aviatore italiano († 1970)
- 1879 - Alfredo Bennicelli, generale italiano († 1960)
- 1879 - Ángel Cabrera, zoologo spagnolo († 1960)
- 1879 - Marian Reeves, attivista britannica († 1961)
- 1880 - Álvaro Santos Cejudo, beato spagnolo († 1936)
- 1880 - Álvaro Obregón, politico e generale messicano († 1928)
- 1881 - Gabino Coria Peñaloza, poeta, scrittore e paroliere argentino († 1975)
- 1881 - Giuseppe La Duca, scacchista italiano († 1965)
- 1881 - Paul Tournon, architetto francese († 1964)
- 1882 - Heinrich von Handel-Mazzetti, botanico austriaco († 1940)
- 1882 - Ercole Luigi Morselli, scrittore e drammaturgo italiano († 1921)
- 1883 - Hugo Atzwanger, artista austriaco († 1960)
- 1883 - William Hunter, velocista statunitense († 1966)
- 1883 - Johannes Hendrik Olav Smit, vescovo cattolico olandese († 1972)
- 1884 - Tobias Dantzig, matematico lettone († 1956)
- 1884 - John King Davis, navigatore e esploratore britannico († 1967)
- 1884 - Ernest Glendinning, attore inglese († 1936)
- 1884 - Rosa Porten, attrice, sceneggiatrice e regista tedesca († 1972)
- 1884 - Maciej Rataj, politico polacco († 1940)
- 1886 - Nils Hellsten, schermidore svedese († 1962)
- 1887 - Vladimiro Arangio-Ruiz, filosofo e grecista italiano († 1952)
- 1887 - Kate Gillou, tennista francese († 1964)
- 1887 - Giovanni Rossi, presbitero italiano († 1975)
- 1887 - Paul Terry, produttore cinematografico, regista e sceneggiatore statunitense († 1971)
- 1887 - Paul Wolff, fotografo tedesco († 1951)
- 1888 - John G. Adolfi, regista, attore e sceneggiatore statunitense († 1933)
- 1888 - Baldo Baldi, schermidore italiano († 1961)
- 1888 - Paolo Cappa, giornalista e politico italiano († 1956)
- 1888 - Rachel Cohen-Kagan, politica israeliana († 1982)
- 1888 - Adelina Domingues, supercentenaria capoverdiana († 2002)
- 1888 - Guido Ferroni, pittore italiano († 1979)
- 1888 - Paul Mathaux, calciatore francese († 1966)
- 1888 - Franz Pfeffer von Salomon, politico e generale tedesco († 1968)
- 1888 - Thomas Phillips, ammiraglio britannico († 1941)
- 1888 - Aurora Quezon, infermiera filippina († 1949)
- 1888 - José Eustasio Rivera, scrittore colombiano († 1928)
- 1889 - René Allendy, psicoanalista e medico francese († 1942)
- 1889 - Raffaele Guariglia, nobile, diplomatico e politico italiano († 1970)
- 1889 - Lanfranco Maroi, statistico italiano († 1974)
- 1889 - Ernest Marsden, fisico neozelandese († 1970)
- 1890 - Heinrich Deubel, militare tedesco († 1962)
- 1890 - Albert White, pistard britannico († 1965)
- 1891 - Ernest Glover, mezzofondista britannico († 1954)
- 1891 - Auguste Lahoulle, generale e aviatore francese († 1959)
- 1893 - Boris Pavlovič Belousov, chimico e biofisico sovietico († 1970)
- 1893 - Guido Brunner, militare italiano († 1916)
- 1893 - Cedric Hardwicke, attore britannico († 1964)
- 1893 - John Hawkesworth, generale britannico († 1945)
- 1893 - Pietro Pancrazi, scrittore e critico letterario italiano († 1952)
- 1893 - Giuseppe Ugo Papi, economista italiano († 1989)
- 1894 - Geoffrey Holmes, hockeista su ghiaccio britannico († 1964)
- 1894 - Mario Mezzadra, ammiraglio italiano († 1966)
- 1894 - Silvio Monfrini, scultore italiano († 1969)
- 1895 - Domenico Arcidiacono, militare e politico italiano († 1956)
- 1895 - Louis Calhern, attore statunitense († 1956)
- 1895 - Francesco De Bosio, politico italiano († 1987)
- 1895 - Jack Kirk, attore statunitense († 1948)
- 1895 - Gustav Roller, calciatore tedesco († 1959)
- 1895 - Hugo Sedláček, nuotatore e pallanuotista cecoslovacco († 1952)
- 1896 - André Breton, poeta, saggista e critico d'arte francese († 1966)
- 1896 - Louis Fischer, giornalista statunitense († 1970)
- 1896 - Fritz Heider, psicologo austriaco († 1988)
- 1896 - Ottavio Mastrojanni, avvocato e politico italiano († 1957)
- 1896 - Alberto Simonini, politico italiano († 1960)
- 1897 - Willi Domgraf-Fassbaender, baritono tedesco († 1978)
- 1897 - Hope Hampton, attrice e cantante statunitense († 1982)
- 1897 - Alma Rubens, attrice statunitense († 1931)
- 1898 - Adolfo Contoli, calciatore, multiplista e ostacolista italiano († 1988)
- 1898 - Saverio Montalto, scrittore italiano († 1977)
- 1899 - Kārlis Bone, calciatore lettone († 1941)
- 1899 - Lucio Fontana, pittore, ceramista e scultore argentino († 1968)
- 1899 - Luciano Gottardi, sindacalista e politico italiano († 1944)
- 1899 - Ehrenfried Pfeiffer, teosofo tedesco († 1961)
- 1900 - Ranuccio Bianchi Bandinelli, archeologo e politico italiano († 1975)
- 1900 - Nello Carrara, fisico italiano († 1993)
- 1900 - James Nance, imprenditore statunitense († 1984)
- 1900 - Maksim Zacharovič Saburov, politico, ingegnere e economista sovietico († 1977)
- 1900 - Ioan Sandu, militare e aviatore rumeno († 1944)

## XX secolo(932)
- 1901 - John Nelson Boothman, aviatore e militare britannico († 1957)
- 1901 - Claude Ashton, calciatore inglese († 1942)
- 1901 - Florence Green, militare e supercentenaria britannica († 2012)
- 1901 - Hans Grundig, pittore e grafico tedesco († 1958)
- 1901 - Hugo Haas, regista e attore ceco († 1968)
- 1901 - Alfredo Signoretti, giornalista italiano († 1971)
- 1901 - József Vértesy, pallanuotista ungherese († 1983)
- 1902 - Kay Boyle, scrittrice statunitense († 1992)
- 1902 - Erling Lunde, calciatore norvegese († 1982)
- 1902 - Francis Otto Matthiessen, critico letterario statunitense († 1950)
- 1902 - Humfry Payne, archeologo britannico († 1936)
- 1903 - Luigi Pensuti, animatore italiano († 1946)
- 1904 - Leland Erskin Cunningham, astronomo statunitense († 1989)
- 1904 - Milan Gorkić, politico e rivoluzionario jugoslavo († 1937)
- 1904 - Maurice O'Sullivan, scrittore irlandese († 1950)
- 1904 - Giovanni Zanni, calciatore e allenatore di calcio italiano († 1974)
- 1905 - Neville Lancelot Goddard, scrittore barbadiano († 1972)
- 1905 - Birger Halvorsen, altista norvegese († 1976)
- 1905 - Herbie Roberts, calciatore inglese († 1944)
- 1905 - José Tapia, allenatore di calcio cubano
- 1906 - Grace Mary Williams, compositrice gallese († 1977)
- 1907 - Angelo Blasi, italiano († 1997)
- 1907 - Joseph Gonzales, allenatore di calcio e calciatore francese († 1984)
- 1907 - Margo Veillon, artista svizzera († 2003)
- 1907 - Sébastien Verhulst, calciatore belga († 1944)
- 1908 - Susan Fleming, attrice statunitense († 2002)
- 1908 - Alfredo Notti, calciatore e allenatore di calcio italiano († 1972)
- 1908 - Lilian Silburn, indologa, filosofa e traduttrice francese († 1993)
- 1909 - Göte Andersson, pallanuotista svedese († 1975)
- 1909 - Enrico Donati, pittore statunitense († 2008)
- 1909 - Harold Smith, tuffatore statunitense († 1958)
- 1910 - Oskar Erikson, cestista, pallavolista e discobolo estone († 1993)
- 1910 - Nagahisa, principe Kitashirakawa, principe e militare giapponese († 1940)
- 1910 - Oleksandr Konstantynopol's'kyj, scacchista sovietico († 1990)
- 1910 - Vittorio Schweiger, pittore italiano († 2005)
- 1910 - William Grey Walter, neurofisiologo britannico († 1977)
- 1910 - Ljubka Šorli, poetessa, scrittrice e insegnante slovena († 1993)
- 1911 - Bill Hosket, cestista e allenatore di pallacanestro statunitense († 1956)
- 1911 - Artur Kejrans, compositore di scacchi lettone († 1954)
- 1911 - Merle Oberon, attrice britannica († 1979)
- 1911 - Armando Preti, calciatore italiano († 1971)
- 1912 - Fabio Battesini, ciclista su strada e pistard italiano († 1987)
- 1912 - Carmelo Buonocore, calciatore italiano († 1982)
- 1912 - Anton Buttigieg, politico e poeta maltese († 1983)
- 1912 - Saul Chaplin, compositore statunitense († 1997)
- 1912 - Michel D'Hooghe, ciclista su strada belga († 1940)
- 1912 - Arsenio Dacquati, calciatore italiano
- 1912 - Dorothy Janis, attrice statunitense († 2010)
- 1912 - Adolf Rudnicki, scrittore polacco († 1990)
- 1912 - Henny Schermann, tedesca († 1942)
- 1913 - Fritz-Julius Lemp, militare tedesco († 1941)
- 1913 - Frank Tashlin, regista cinematografico e sceneggiatore statunitense († 1972)
- 1913 - Aaron Valero, medico e educatore israeliano († 2000)
- 1914 - Cyril Aldred, egittologo britannico († 1991)
- 1914 - Jacques Dufilho, attore francese († 2005)
- 1914 - Xosé María Díaz Castro, poeta e traduttore spagnolo († 1990)
- 1914 - Kamil Ocak, cestista turco († 1969)
- 1914 - Enrico Opocher, filosofo e giurista italiano († 2004)
- 1915 - José Castro Porca, pallanuotista uruguaiano
- 1915 - Friedo Dörfel, calciatore tedesco († 1980)
- 1915 - Cesare Augusto Fanelli, politico italiano († 1997)
- 1915 - Fred Freiberger, sceneggiatore e produttore televisivo statunitense († 2003)
- 1915 - Frank Glazer, pianista statunitense († 2015)
- 1915 - Daniel Pettit, calciatore inglese († 2010)
- 1916 - Luigi Carraro, giurista e politico italiano († 1980)
- 1917 - Federico Curiel, regista, sceneggiatore e attore messicano († 1985)
- 1917 - Carson McCullers, scrittrice e drammaturga statunitense († 1967)
- 1917 - Bart Quinn, cestista statunitense († 2013)
- 1917 - Sankichi Tōge, poeta giapponese († 1953)
- 1918 - Stefán Jónsson, pallanuotista islandese († 2011)
- 1918 - Fay McKenzie, attrice e cantante statunitense († 2019)
- 1918 - Edzo Toxopeus, politico olandese († 2009)
- 1919 - Pietro Boccabella, giornalista, commediografo e editore italiano († 2005)
- 1919 - Sam Falle, ufficiale e diplomatico inglese († 2014)
- 1920 - Franco Bassi, designer italiano († 2006)
- 1920 - Jürgen von Beckerath, egittologo tedesco († 2016)
- 1920 - Franco Andrea Dal Pino, storico italiano († 2015)
- 1920 - Jaan Kross, scrittore estone († 2007)
- 1920 - Iole Mancini, partigiana italiana († 2024)
- 1920 - Ludvigs Putniņš, calciatore lettone († 1945)
- 1920 - George Rose, attore britannico († 1988)
- 1920 - Beat Rüedi, hockeista su ghiaccio e allenatore di hockey su ghiaccio svizzero († 2009)
- 1920 - Protogene Veronesi, politico e fisico italiano († 1990)
- 1921 - Ernie McCoy, pilota automobilistico statunitense († 2001)
- 1921 - Ann Savage, attrice statunitense († 2008)
- 1921 - Boris Trachtenbrot, matematico israeliano († 2016)
- 1922 - Władysław Bartoszewski, storico, giornalista e politico polacco († 2015)
- 1922 - Leopoldo Fagnani, partigiano italiano († 1944)
- 1922 - Margherita Marchione, religiosa, filosofa e biografa statunitense († 2021)
- 1922 - Lino Monchieri, scrittore e attivista italiano († 2001)
- 1923 - Adriano Bompiani, chirurgo, ginecologo e politico italiano († 2013)
- 1923 - Tommy Byrnes, cestista statunitense († 1981)
- 1923 - Giulio Cabianca, pilota automobilistico italiano († 1961)
- 1923 - Giovanni Dolino, partigiano, politico e scrittore italiano († 2002)
- 1923 - Miroslav Dostál, cestista cecoslovacco († 2015)
- 1923 - Bruno Rosettani, cantante e produttore discografico italiano († 1991)
- 1924 - David Bronštejn, scacchista sovietico († 2006)
- 1924 - Ferdinand Marschall, arbitro di calcio austriaco († 2006)
- 1924 - Lee Marvin, attore statunitense († 1987)
- 1924 - Renzo Vespignani, pittore, illustratore e scenografo italiano († 2001)
- 1924 - František Vláčil, regista e sceneggiatore ceco († 1999)
- 1924 - Federico Zanolla, calciatore italiano († 2018)
- 1924 - Michele Zuccalà, politico italiano († 2006)
- 1925 - Art Bakeraitis, cestista statunitense († 2014)
- 1925 - Ugo Gregorin, calciatore italiano († 2010)
- 1925 - Leslie Laing, velocista giamaicano († 2021)
- 1925 - Giorgio Rosa, ingegnere italiano († 2017)
- 1925 - Sergio Rossi, politico italiano († 2015)
- 1925 - Giuseppe Santonastaso, politico e ingegnere italiano († 2007)
- 1926 - Roy Bicknell, allenatore di calcio e calciatore inglese († 2005)
- 1926 - Salvatore Centorame, calciatore italiano
- 1926 - José Gochangco, cestista filippino († 2008)
- 1926 - Roberto Jucci, generale italiano
- 1926 - Michael Kennedy, biografo, giornalista e musicologo inglese († 2014)
- 1926 - György Kurtág, compositore ungherese
- 1926 - Angelo Marsiano, storico e saggista italiano († 1993)
- 1926 - Ross Thomas, scrittore statunitense († 1995)
- 1927 - Daniel Carpentier, calciatore francese († 2004)
- 1927 - Francesco Macedonio, regista teatrale italiano († 2014)
- 1927 - Mario Pérez Plascencia, calciatore messicano († 1985)
- 1927 - Miroslava Tomášková, cestista cecoslovacca († 2002)
- 1928 - Jean-Marie Cieleska, ciclista su strada francese († 1998)
- 1928 - Léon Glovacki, calciatore e allenatore di calcio francese († 2009)
- 1928 - Nicolas Hayek, imprenditore svizzero († 2010)
- 1928 - Pavel Kazakov, arbitro di calcio sovietico († 2012)
- 1928 - Giovanni Migliorini, politico e sindacalista italiano († 2018)
- 1928 - Garland Pinholster, allenatore di pallacanestro statunitense († 2020)
- 1928 - Valerio Verra, filosofo italiano († 2001)
- 1928 - John Wansbrough, storico e orientalista statunitense († 2002)
- 1929 - Max Alvarado, attore filippino († 1997)
- 1929 - Björn Bjelfvenstam, attore svedese
- 1929 - Hana Bobková, ginnasta ceca († 2017)
- 1929 - Julius Chigbolu, altista e dirigente sportivo nigeriano († 2010)
- 1929 - Felice Del Vecchio, scrittore e saggista italiano († 2024)
- 1929 - Jacques Deray, regista, sceneggiatore e produttore cinematografico francese († 2003)
- 1929 - Thomas Harlan, sceneggiatore e regista tedesco († 2010)
- 1929 - Malcolm Hastie, pallanuotista australiano († 2017)
- 1929 - Heinz Rudolf Pagels, fisico statunitense († 1988)
- 1929 - Francesco di Cossé-Brissac, nobile francese († 2021)
- 1930 - Kjell Espmark, scrittore e storico della letteratura svedese († 2022)
- 1930 - Sergio Fontanari, politico italiano († 2022)
- 1930 - Ron Foster, attore statunitense († 2015)
- 1930 - John Frankenheimer, regista statunitense († 2002)
- 1930 - Tomás Hernández Burillo, calciatore spagnolo († 1982)
- 1930 - Pietro Mezzapesa, politico italiano († 2008)
- 1930 - Milenko Stefanović, clarinettista serbo († 2022)
- 1930 - Fons Verplaetse, economista, banchiere e funzionario belga († 2020)
- 1931 - Alla Larionova, attrice sovietica († 2000)
- 1931 - Park Sang-hoon, ex calciatore sudcoreano
- 1931 - Camillo Ruini, cardinale e arcivescovo cattolico italiano
- 1931 - Gisella Sofio, attrice italiana († 2017)
- 1931 - Georgij Nikolaevič Vladimov, scrittore e giornalista sovietico († 2003)
- 1932 - Joseph Kerwin, ex astronauta e medico statunitense
- 1932 - Jean-Pierre Ponnelle, scenografo, costumista e regista teatrale francese († 1988)
- 1933 - Helmar Frank, matematico e esperantista tedesco († 2013)
- 1933 - Valmy Féaux, politico belga
- 1933 - Davide Peiretti, pittore e liutaio italiano († 2008)
- 1933 - Jacques Saurel, superstite dell'Olocausto e scrittore francese († 2023)
- 1934 - Giuseppe Barbieri, ex calciatore italiano
- 1934 - Pierre Barouh, attore, compositore e giornalista francese († 2016)
- 1934 - Benito Boldi, calciatore italiano († 2021)
- 1934 - Georges Groine, pilota di rally francese († 2022)
- 1934 - Bonifazio Incisa di Camerana, generale italiano († 2013)
- 1934 - Paco Rabanne, stilista e designer spagnolo († 2023)
- 1934 - Herbert Rosendorfer, giurista e scrittore tedesco († 2012)
- 1935 - Akgün Kaçmaz, calciatore turco († 2023)
- 1935 - José Luis Martínez Gómez, cestista spagnolo († 2017)
- 1936 - Massimo Catalano, musicista, trombettista e personaggio televisivo italiano († 2013)
- 1936 - Renato Filippelli, poeta e saggista italiano († 2010)
- 1936 - Josip Generalić, pittore croato († 2004)
- 1936 - Dick Hanley, nuotatore statunitense († 2022)
- 1936 - Giovanni Palombarini, magistrato e saggista italiano
- 1936 - Claude Poher, ingegnere e ufologo francese
- 1936 - Brad Steiger, scrittore, giornalista e ufologo statunitense († 2018)
- 1937 - Claudia Giannotti, attrice italiana († 2020)
- 1937 - Egon Hansen, calciatore danese († 2023)
- 1937 - Rafael Heredia, cestista messicano († 2021)
- 1937 - David Margulies, attore statunitense († 2016)
- 1937 - Boris Pugo, politico sovietico († 1991)
- 1937 - Jørgen Rasmussen, ex calciatore danese
- 1937 - Helga Schmidt-Neuber, nuotatrice tedesca († 2018)
- 1937 - Klym Ivanovyč Čurjumov, astronomo ucraino († 2016)
- 1938 - Mario Andreo, cestista italiano († 2000)
- 1938 - Roberto Baldassari, politico italiano
- 1938 - Ettore Bucciero, politico italiano
- 1938 - Valentyn Rudenko, compositore di scacchi e ingegnere ucraino († 2016)
- 1938 - Wim van Spingelen, ex pallanuotista olandese
- 1938 - Oliver Taylor, ex pugile australiano
- 1938 - Lobsang Trinley Lhündrub Chökyi Gyaltsen, monaco buddhista tibetano († 1989)
- 1938 - Bill Wood, cantante statunitense († 2024)
- 1938 - Raúl de la Torre, regista e sceneggiatore argentino († 2010)
- 1938 - Vera von Falkenhausen, nobile, bizantinista e filologa tedesca
- 1939 - Vladimir Andreevič Atlantov, tenore russo
- 1939 - Erin Pizzey, scrittrice britannica
- 1939 - Pat Crerand, allenatore di calcio e ex calciatore scozzese
- 1939 - Enrico Fenzi, italianista e ex brigatista italiano
- 1939 - Fermo Ferrara, ex calciatore italiano
- 1939 - Irina Loghin, cantante e politica rumena
- 1939 - Takashi Mitsukuri, ex ginnasta giapponese
- 1939 - Francesco Scaratti, allenatore di calcio e calciatore italiano († 2013)
- 1939 - Gwen Taylor, attrice inglese
- 1940 - Carlo Ceccotti, calciatore italiano († 2015)
- 1940 - Carlin Glynn, attrice e cantante statunitense († 2023)
- 1940 - Saparmyrat Nyýazow, politico turkmeno († 2006)
- 1940 - Italo Rizza, ex calciatore italiano
- 1940 - Smokey Robinson, cantante statunitense
- 1940 - John Templeton Jr., medico statunitense († 2015)
- 1940 - Chico Vaughn, cestista statunitense († 2013)
- 1941 - Rinaldo Amorim, calciatore brasiliano († 2023)
- 1941 - Italo Celoro, attore italiano († 2010)
- 1941 - David Gross, fisico statunitense
- 1941 - Diego Peano, cantante italiano
- 1941 - Imre Szöllősi, canoista ungherese († 2022)
- 1942 - Nelli Čijanova, ex cestista e allenatrice di pallacanestro sovietica
- 1942 - Phil Coulter, compositore, cantautore e produttore discografico irlandese
- 1942 - Paul Krause, ex giocatore di football americano statunitense
- 1942 - Howard Stringer, imprenditore statunitense
- 1943 - Laurie Allan, batterista e percussionista britannico
- 1943 - Jorge Arganis Díaz Leal, politico e funzionario messicano († 2024)
- 1943 - Homer H. Hickam jr., scrittore statunitense
- 1943 - Tim Hunt, biochimico britannico
- 1943 - Augusto Massa, politico italiano
- 1943 - Wil Tirion, cartografo olandese († 2024)
- 1943 - Stefania Toczyska, mezzosoprano polacco
- 1943 - Jan de Rooy, pilota di rally olandese († 2024)
- 1944 - Gianfranco de Turris, giornalista, saggista e scrittore italiano
- 1944 - Dan Fante, scrittore e commediografo statunitense († 2015)
- 1944 - Donald F. Glut, scrittore, regista e attore statunitense
- 1944 - Terrence Thomas Prendergast, arcivescovo cattolico canadese
- 1944 - Kishio Suga, artista giapponese
- 1945 - Barbara Adams, egittologa britannica († 2002)
- 1945 - Tor Alsaker-Nøstdahl, ex calciatore norvegese
- 1945 - Olga Antonetti, modella venezuelana († 1968)
- 1945 - Antonio Barrese, artista e designer italiano
- 1945 - Thomas Brasch, scrittore, poeta e drammaturgo tedesco († 2001)
- 1945 - Magda Cornacchione Milella, politica italiana
- 1945 - Grete Digruber, sciatrice alpina austriaca († 2010)
- 1945 - Vasile Iorga, lottatore rumeno († 2003)
- 1945 - Annamaria Rivera, antropologa, saggista e attivista italiana
- 1945 - Jon Whiteley, attore e storico dell'arte britannico († 2020)
- 1946 - Hiroshi Fujioka, attore giapponese
- 1946 - Carolyn B. Maloney, politica statunitense
- 1946 - Luis Puenzo, regista cinematografico, sceneggiatore e produttore cinematografico argentino
- 1947 - Rajko Aleksić, ex calciatore jugoslavo
- 1947 - Giorgio Braglia, ex calciatore italiano
- 1947 - Raffaele Calabrò, politico e medico italiano
- 1947 - Gianfranco Chessa, allenatore di atletica leggera e dirigente sportivo italiano († 2017)
- 1947 - Jackie Curtis, attrice, poetessa e commediografa statunitense († 1985)
- 1947 - Rita Di Giovacchino, giornalista italiana († 2021)
- 1947 - Ingvar Hansson, ex velista svedese
- 1947 - Malcolm Harbour, politico britannico
- 1947 - Roberto Melgrati, calciatore e allenatore di calcio italiano († 2024)
- 1947 - Reno Olsen, ex pistard danese
- 1947 - John Perry, bassista britannico
- 1947 - Lev Rubinstein, poeta, saggista e attivista russo († 2024)
- 1947 - Betty Ting Pei, attrice e produttrice cinematografica taiwanese
- 1948 - Mark Andes, bassista e compositore statunitense
- 1948 - Pim Fortuyn, politico olandese († 2002)
- 1948 - Raúl Grijalva, politico statunitense († 2025)
- 1948 - Tony Iommi, chitarrista e compositore britannico
- 1948 - Byron Lichtenberg, ex astronauta e ingegnere statunitense
- 1948 - Peter Silvester, ex calciatore inglese
- 1948 - Clive Sinclair, scrittore britannico († 2018)
- 1948 - Big John Studd, wrestler statunitense († 1995)
- 1948 - Ray Tomlinson, ex cestista e allenatore di pallacanestro australiano
- 1948 - Aljs Vignudelli, giurista italiano
- 1949 - Hans Brandner, ex slittinista tedesco occidentale
- 1949 - Danielle Bunten Berry, autrice di videogiochi statunitense († 1998)
- 1949 - Richard Anthony Burke, arcivescovo cattolico irlandese
- 1949 - Aida Cooper, cantante italiana
- 1949 - Gianni Di Gregorio, attore, regista e sceneggiatore italiano
- 1949 - Derek Forster, calciatore inglese († 2024)
- 1949 - Barry Lloyd, allenatore di calcio e calciatore inglese († 2024)
- 1949 - José María Sánchez, regista spagnolo († 2006)
- 1949 - Fabio Vacchi, compositore italiano
- 1950 - Derek Clarke, ex calciatore inglese
- 1950 - Frie Leysen, direttrice teatrale e direttrice artistica belga († 2020)
- 1950 - Johan Leysen, attore belga († 2023)
- 1950 - Salvatore Niffoi, scrittore italiano
- 1950 - Andy Powell, chitarrista e cantante britannico
- 1950 - Donald Sanborn, vescovo statunitense
- 1951 - Horace Andy, cantante giamaicano
- 1951 - Suzanne Angly, modella francese
- 1951 - Giuseppe Augschöller, ex sciatore alpino italiano
- 1951 - Kinzang Dorji, politico bhutanese
- 1951 - Stephen Nichols, attore statunitense
- 1951 - Mohammad Tahir-ul-Qadri, giurista pakistano
- 1951 - Shigeru Umebayashi, compositore giapponese
- 1951 - Timberlake Wertenbaker, drammaturga e traduttrice statunitense
- 1952 - Michail An, calciatore sovietico († 1979)
- 1952 - Guido Cervo, scrittore italiano
- 1952 - Luigi Cesaro, politico italiano
- 1952 - Paolo Cornaglia Ferraris, medico, giornalista e saggista italiano
- 1952 - Phil Holder, allenatore di calcio e ex calciatore inglese
- 1952 - Nancy Etchemendy, scrittrice statunitense
- 1952 - Steve James, attore statunitense († 1993)
- 1952 - Marcia McNutt, geofisica statunitense
- 1952 - Ryū Murakami, scrittore, saggista e sceneggiatore giapponese
- 1952 - Steve Negus, batterista canadese
- 1952 - Claudio Simonetti, compositore e musicista italiano
- 1952 - Stephen South, ex pilota automobilistico britannico
- 1952 - Amy Tan, scrittrice statunitense
- 1952 - Danilo Türk, politico e diplomatico sloveno
- 1952 - Rodolfo Neri Vela, ex astronauta messicano
- 1952 - Marion d'Amburgo, attrice teatrale e costumista italiana
- 1953 - Corrado Barazzutti, allenatore di tennis e ex tennista italiano
- 1953 - Attilio Bettega, pilota di rally italiano († 1985)
- 1953 - George Hardie, ex tennista statunitense
- 1953 - Cristina Fernández de Kirchner, politica e avvocata argentina
- 1953 - Bonaventura Lamacchia, politico italiano
- 1953 - Marcelo Rodríguez, rugbista a 15 argentino († 1972)
- 1953 - Massimo Troisi, attore, comico e regista italiano († 1994)
- 1954 - Christine Böhm, attrice austriaca († 1979)
- 1954 - Francis Buchholz, bassista tedesco
- 1954 - Michael Gira, cantautore e polistrumentista statunitense
- 1954 - Reiner Haseloff, politico tedesco
- 1954 - Marja Kooiman, ex cestista olandese
- 1954 - Christophe Pollock, direttore della fotografia francese († 2006)
- 1954 - Sócrates, calciatore brasiliano († 2011)
- 1955 - Dante Anconetani, ex cestista e dirigente sportivo italiano
- 1955 - Lewis Brown, cestista statunitense († 2011)
- 1955 - Jeff Daniels, attore, commediografo e musicista statunitense
- 1955 - Siri Hustvedt, scrittrice e poetessa statunitense
- 1955 - David Murray, sassofonista e clarinettista statunitense
- 1956 - Kathleen Beller, attrice statunitense
- 1956 - Gian Carlo Capicchioni, politico sammarinese
- 1956 - Pietro Colonnella, politico italiano
- 1956 - Fiordaliso, cantautrice italiana
- 1956 - Víctor Frattini, ex cestista uruguaiano
- 1956 - Peter Holsapple, musicista statunitense
- 1956 - Russ Howard, giocatore di curling canadese
- 1956 - Walter Jordan, ex cestista statunitense
- 1956 - David Lavi, ex calciatore israeliano
- 1956 - Steve Little, giocatore di football americano statunitense († 1999)
- 1956 - George Low, astronauta e ingegnere statunitense († 2008)
- 1956 - Roderick MacKinnon, biofisico, biochimico e cristallografo statunitense
- 1956 - Pierluigi Mantini, giurista e politico italiano
- 1956 - Marita Redondo, ex tennista statunitense
- 1956 - Luca Sardella, conduttore televisivo, cantautore e agronomo italiano
- 1956 - Antti Zitting, ex cestista finlandese
- 1957 - Ray Blackhall, ex calciatore inglese
- 1957 - Daína Chaviano, scrittrice cubana
- 1957 - Falco, cantante e musicista austriaco († 1998)
- 1957 - Patrizia Giugno, showgirl e cantante italiana († 1978)
- 1957 - Philip Lawson, cantante, arrangiatore e compositore inglese
- 1957 - Pina Loritto, ex calciatrice italiana
- 1957 - Jean-Paul Maunick, musicista e produttore discografico britannico
- 1957 - András Ozsvár, ex judoka ungherese
- 1957 - Fulvio Panzeri, critico letterario, saggista e poeta italiano († 2021)
- 1957 - Carlo Trevisanello, ex calciatore italiano
- 1957 - Rainer Wieland, avvocato e politico tedesco
- 1957 - Ray Winstone, attore britannico
- 1958 - Abel Alves, allenatore di calcio e ex calciatore argentino
- 1958 - Leslie David Baker, attore statunitense
- 1958 - Helen Fielding, scrittrice, produttrice televisiva e giornalista inglese
- 1958 - Gabi Hauser, ex sciatrice alpina austriaca
- 1958 - Martin Hewitt, attore statunitense
- 1958 - Mišo Krstičević, allenatore di calcio e ex calciatore croato
- 1958 - Rudy Macklin, ex cestista statunitense
- 1958 - Antonina Mel'nikova, ex canoista sovietica
- 1958 - Jerry Ocasio, ex cestista portoricano
- 1958 - Edith Peter, ex sciatrice alpina austriaca
- 1958 - Theresa Rebeck, drammaturga, sceneggiatrice e scrittrice statunitense
- 1958 - Reina Reech, attrice, ballerina e cantante austriaca
- 1959 - Marco Airaghi, ex politico italiano
- 1959 - Mourad Amara, ex calciatore algerino
- 1959 - Anatolij Dem"janenko, allenatore di calcio e ex calciatore ucraino
- 1959 - Uwe Dotzauer, ex combinatista nordico tedesco orientale
- 1959 - Lasse Eriksen, ex calciatore norvegese
- 1959 - Giorgio Ghedina, bobbista italiano
- 1959 - Roger Goodell, dirigente sportivo statunitense
- 1959 - Ugo Govoni, ex cestista italiano
- 1959 - Mitsuaki Hoshino, doppiatore e attore giapponese
- 1959 - Alexander Knaster, imprenditore britannico
- 1959 - Wendy Laidlaw, ex cestista australiana
- 1960 - Andrea, duca di York, principe britannico
- 1960 - Tiziana Aristarco, regista italiana
- 1960 - Franco Arminio, poeta, scrittore e regista italiano
- 1960 - Momčilo Bajagić, cantante e chitarrista serbo
- 1960 - Philip Adrian Booth, regista, sceneggiatore e montatore britannico
- 1960 - Florence Emir, costumista francese
- 1960 - Cristiano Fioravanti, ex terrorista e collaboratore di giustizia italiano
- 1960 - Carlo Guarrera, scrittore italiano
- 1960 - Ed Nealy, ex cestista statunitense
- 1960 - Steve Poltz, cantautore, chitarrista e armonicista canadese
- 1960 - Giorgio Salomone, ex pallavolista italiano
- 1961 - Fernando De Luca, clavicembalista, organista e compositore italiano
- 1961 - Justin Fashanu, calciatore inglese († 1998)
- 1961 - Simone Gnaga, politico italiano
- 1961 - Calvin Oldham, ex cestista e allenatore di pallacanestro statunitense
- 1961 - Mitch Perry, chitarrista statunitense
- 1961 - John Pinone, ex cestista statunitense
- 1961 - Andy Wallace, ex pilota automobilistico britannico
- 1962 - Rogelio Antonio, scacchista filippino
- 1962 - Slobodan Dubajić, ex calciatore jugoslavo
- 1962 - Hana Mandlíková, ex tennista cecoslovacca
- 1962 - Gianni Maritati, giornalista e scrittore italiano
- 1962 - Roberto Nencini, basso-baritono italiano
- 1963 - Seal, cantante e compositore britannico
- 1963 - Doug Aldrich, chitarrista statunitense
- 1963 - Tom Angelripper, cantante e bassista tedesco
- 1963 - Ron Backes, ex pesista statunitense
- 1963 - Lorenzo Castellano, autore televisivo, sceneggiatore e regista italiano († 2022)
- 1963 - Joey Diaz, attore cubano
- 1963 - Giuseppe Giacobazzi, attore e cabarettista italiano
- 1963 - Bernd Gröne, ex ciclista su strada tedesco
- 1963 - Laurell K. Hamilton, scrittrice statunitense
- 1963 - Maggie Lynes, ex sollevatrice e pesista britannica
- 1963 - Jessica Tuck, attrice statunitense
- 1963 - Solvita Āboltiņa, politica lettone
- 1964 - Antoanela Cankova, ex cestista bulgara
- 1964 - Paolo Costella, sceneggiatore e regista italiano
- 1964 - Renzo Davoli, informatico e hacker italiano
- 1964 - Jennifer Doudna, chimica statunitense
- 1964 - Jonathan Lethem, scrittore e saggista statunitense
- 1964 - Jim McInally, allenatore di calcio e ex calciatore scozzese
- 1964 - Mauro Nardini, allenatore di calcio e ex calciatore italiano
- 1964 - Nik Novecento, attore e personaggio televisivo italiano († 1987)
- 1964 - Hugh Panaro, attore e cantante statunitense
- 1964 - Roberto Policano, dirigente sportivo e ex calciatore italiano
- 1964 - Elisabeth Schneider-Schneiter, politica e avvocata svizzera
- 1965 - Alaa el-Din Abdoun, ex cestista egiziano
- 1965 - Jaime Bayly, scrittore e giornalista peruviano
- 1965 - Jon Fishman, batterista statunitense
- 1965 - Thomas Greanias, scrittore statunitense
- 1965 - Rubén Darío Hernández, allenatore di calcio e ex calciatore colombiano
- 1965 - Clark Hunt, imprenditore e dirigente sportivo statunitense
- 1965 - Christian Iansante, doppiatore, direttore del doppiaggio e attore italiano
- 1965 - Andrew Jameson, ex nuotatore britannico
- 1965 - Lionel Newton, attore sudafricano
- 1965 - Kumiko Okamoto, ex tennista giapponese
- 1965 - Antonio Pentangelo, politico italiano
- 1965 - Veronica Pivetti, attrice, doppiatrice e conduttrice televisiva italiana
- 1965 - Maurizio Poggiali, ufficiale italiano († 1997)
- 1965 - Nicola Verlato, pittore, scultore e architetto italiano
- 1966 - Annamaria Ancora, ex calciatrice italiana
- 1966 - Justine Bateman, attrice, scrittrice e produttrice cinematografica statunitense
- 1966 - Miroslav Đukić, allenatore di calcio e ex calciatore serbo
- 1966 - Robert Egon, attore tedesco († 2010)
- 1966 - Adelheid Gapp, ex sciatrice alpina austriaca
- 1966 - Paul Haarhuis, allenatore di tennis e ex tennista olandese
- 1966 - Antonio Poyatos, ex calciatore spagnolo
- 1966 - Erik Richter, sceneggiatore e produttore televisivo statunitense
- 1966 - Vincenzo Scifo, ex calciatore e allenatore di calcio belga
- 1966 - Anders Torstensson, allenatore di calcio svedese
- 1967 - Alexander Baburin, scacchista sovietico
- 1967 - Francesco Forlani, scrittore italiano
- 1967 - Park Jung-bae, calciatore sudcoreano († 2017)
- 1967 - Benicio del Toro, attore e produttore cinematografico portoricano
- 1968 - Paulo Sérgio Bento Brito, allenatore di calcio e ex calciatore portoghese
- 1968 - Frank Watkins, bassista statunitense († 2015)
- 1968 - Kim Hawthorne, attrice e doppiatrice statunitense
- 1968 - Mark Hudis, sceneggiatore e produttore televisivo statunitense
- 1968 - Paddy Johns, britannico
- 1968 - Nathan Levialdi Ghiron, docente italiano
- 1968 - Alberto Moioli, critico d'arte, saggista e scrittore italiano
- 1968 - Stochelo Rosenberg, chitarrista olandese
- 1968 - Jennifer Saul, filosofa britannica
- 1968 - Francesco Venuto, produttore discografico italiano
- 1968 - Gianpaolo Zandegiacomo, giocatore di curling italiano
- 1969 - Burton C. Bell, musicista statunitense
- 1969 - Marlon Maxey, ex cestista statunitense
- 1969 - Stefano Nava, allenatore di calcio, commentatore televisivo e ex calciatore italiano
- 1969 - Julie Su, avvocata e politica statunitense
- 1970 - Joacim Cans, cantante svedese
- 1970 - Tatiana Carelli, scrittrice e musicista italiana
- 1970 - Ellis Ferreira, ex tennista sudafricano
- 1970 - Francesco Giorgi, ex judoka italiano
- 1970 - Lord Finesse, rapper e produttore discografico statunitense
- 1970 - Miguel Hernández Sánchez, ex calciatore spagnolo
- 1970 - Hiroko Kasahara, doppiatrice giapponese
- 1970 - Manuela Mandracchia, attrice italiana
- 1970 - Antonio Marasco, allenatore di calcio e ex calciatore italiano
- 1970 - Antonio Martorella, ex calciatore italiano
- 1970 - Riccardo Maspero, allenatore di calcio e ex calciatore italiano
- 1970 - Zvezdan Mitrović, allenatore di pallacanestro montenegrino
- 1970 - Vadzim Sašuryn, ex biatleta bielorusso
- 1970 - Kjetil Sigurdsen, ex calciatore norvegese
- 1970 - Jonathan Tropper, scrittore, sceneggiatore e produttore televisivo statunitense
- 1970 - Woo Jeong Sin, doppiatrice sudcoreana
- 1970 - Bellamy Young, attrice statunitense
- 1971 - Mathilde Bonetti, scrittrice, giornalista e traduttrice italiana
- 1971 - Becky Dyroen-Lancer, sincronetta statunitense
- 1971 - Massimo Giordano, tenore italiano
- 1971 - William Henderson, ex giocatore di football americano statunitense
- 1971 - Jeff Kinney, scrittore statunitense
- 1971 - Maurice Ruah, ex tennista venezuelano
- 1971 - Bledar Sejko, chitarrista e cantante albanese
- 1971 - Gil Shaham, violinista statunitense
- 1971 - Martin van der Spoel, ex nuotatore olandese
- 1971 - Jeff Webster, ex cestista statunitense
- 1972 - Pietro Assennato, ex calciatore italiano
- 1972 - Lisa Faulkner, attrice britannica
- 1972 - Francine, ex wrestler statunitense
- 1972 - Manabu Horii, ex pattinatore di velocità su ghiaccio giapponese
- 1972 - Diego Losada, ex cestista uruguaiano
- 1972 - Malky Mackay, allenatore di calcio e ex calciatore scozzese
- 1972 - Nao Ōmori, attore giapponese
- 1972 - Sunset Thomas, ex attrice pornografica statunitense
- 1972 - Kris Trajanovski, allenatore di calcio e ex calciatore australiano
- 1972 - Andrej Šal'opa, regista russo
- 1973 - Trine Hansen, ex canottiera danese
- 1973 - Róbert Hegedűs, ex canoista ungherese
- 1973 - Gilbert Jean-Baptiste, ex calciatore haitiano
- 1973 - Hassan Kachloul, ex calciatore marocchino
- 1973 - Masafumi Kawaguchi, ex giocatore di football americano e allenatore di football americano giapponese
- 1973 - Eric Lange, attore statunitense
- 1973 - Nikos Oikonomou, ex cestista e allenatore di pallacanestro greco
- 1973 - Terrence Rencher, ex cestista e allenatore di pallacanestro statunitense
- 1974 - Karen Cross, ex tennista britannica
- 1974 - Christian Flindt-Bjerg, ex calciatore danese
- 1974 - Weke Nimombe, ex calciatore togolese
- 1974 - Kastriot Peqini, ex calciatore albanese
- 1974 - Renivaldo Pereira de Jesus, ex calciatore brasiliano
- 1974 - Pier Filippo Rossi, ex cestista, allenatore di pallacanestro e procuratore sportivo italiano
- 1974 - Tanja Schneider, ex sciatrice alpina austriaca
- 1974 - Ilaria Sciorelli, ex nuotatrice italiana
- 1974 - Daniel Tjernström, ex calciatore svedese
- 1974 - Justino Victoriano, ex cestista angolano
- 1974 - Lezley Zen, ex attrice pornografica statunitense
- 1975 - Daniel Adair, batterista e compositore canadese
- 1975 - Mohamed Aly, ex pugile egiziano
- 1975 - Andrezinho, ex calciatore brasiliano
- 1975 - Lucifer Chu, scrittore, traduttore e critico letterario taiwanese
- 1975 - Daniela Fazzolari, attrice italiana
- 1975 - Angeliki Karapataki, pallanuotista greca
- 1975 - Mikko Kavén, ex calciatore finlandese
- 1975 - Wilfried Knight, attore pornografico francese († 2013)
- 1975 - Kjetil Nilsen, ex calciatore norvegese
- 1975 - Mirela Pașca, ex ginnasta rumena
- 1975 - Sergej Prokop'ev, cosmonauta russo
- 1975 - Katja Schuurman, attrice e conduttrice televisiva olandese
- 1976 - Lorenzo Basso, politico italiano
- 1976 - Federico Capece, ex calciatore argentino
- 1976 - Maxime Chattam, scrittore francese
- 1976 - Dan Fogelman, sceneggiatore, produttore cinematografico e regista statunitense
- 1976 - Ivo Heuberger, ex tennista svizzero
- 1976 - Seo Ji-won, cantante sudcoreano († 1996)
- 1976 - Andrew Pitt, pilota motociclistico australiano
- 1976 - Brian Price, canottiere canadese
- 1976 - Teddy Thompson, cantautore britannico
- 1976 - Jahidi White, ex cestista statunitense
- 1977 - Eloy Azorín, attore spagnolo
- 1977 - Jay Bell, scrittore statunitense
- 1977 - Teo Đogaš, ex pallanuotista croato
- 1977 - Ivan Emilianov, pesista moldavo
- 1977 - Vittorio Grigolo, tenore italiano
- 1977 - Miguel Ángel Klee, calciatore guatemalteco
- 1977 - Marek Kopecký, allenatore di calcio a 5, ex giocatore di calcio a 5 e ex calciatore ceco
- 1977 - Dani Martín, attore e cantante spagnolo
- 1977 - Diego Ribera, allenatore di calcio e ex calciatore spagnolo
- 1977 - Ola Salo, cantante e polistrumentista svedese
- 1977 - Gian Simmen, ex snowboarder svizzero
- 1977 - Gianluca Zambrotta, dirigente sportivo, allenatore di calcio e ex calciatore italiano
- 1978 - Unai Alba, ex calciatore spagnolo
- 1978 - Matt Bettinelli-Olpin, regista e attore statunitense
- 1978 - Ibrahima Gueyé, ex calciatore senegalese
- 1978 - Hiromi Hirata, doppiatrice giapponese
- 1978 - Corinna A. Horn, attrice tedesca
- 1978 - Immortal Technique, rapper e attivista peruviano
- 1978 - Michalīs Kōnstantinou, ex calciatore cipriota
- 1978 - Heðin á Lakjuni, ex calciatore faroese
- 1978 - Dalia Lorbek, ex sciatrice alpina slovena
- 1978 - Mark Muñoz, artista marziale misto statunitense
- 1978 - Álvaro Ortiz, ex calciatore messicano
- 1978 - Luboš Pecka, ex calciatore ceco
- 1978 - Joško Poljak, ex cestista croato
- 1978 - Alioum Saidou, allenatore di calcio e ex calciatore camerunese
- 1978 - Stephanie Waring, attrice britannica
- 1978 - Yui Yatyer, cantante e attrice thailandese
- 1979 - Andrew Buchan, attore televisivo e attore teatrale inglese
- 1979 - Brian Brown, ex cestista statunitense
- 1979 - Steve Cherundolo, allenatore di calcio e ex calciatore statunitense
- 1979 - Carlos Eduardo Ferrari, ex calciatore brasiliano
- 1979 - Miki Furukawa, cantante giapponese
- 1979 - Pablo Islas, ex calciatore argentino
- 1979 - Lee Hyo-ri, cantante e attrice sudcoreana
- 1979 - Lee Mi-seon, ex cestista sudcoreana
- 1979 - Séverine Liénard, pallavolista francese
- 1979 - Igor Mitreski, ex calciatore macedone
- 1979 - Luis Prieto Zalbidegoitia, ex calciatore spagnolo
- 1979 - Mariska, cantante e rapper finlandese
- 1979 - Rubén Suárez Estrada, ex calciatore spagnolo
- 1979 - Sarah Schleper, sciatrice alpina statunitense
- 1979 - Tom Rob Smith, scrittore inglese
- 1979 - Vitas, cantautore e attore russo
- 1979 - Mohammed Zaboul, ex calciatore marocchino
- 1980 - Christoph Alster, allenatore di sci alpino e ex sciatore alpino austriaco
- 1980 - Tal Burstein, ex cestista israeliano
- 1980 - Flavio Crespi, arrampicatore italiano
- 1980 - Pierre Ebede, ex calciatore camerunese
- 1980 - Dwight Freeney, ex giocatore di football americano statunitense
- 1980 - David Gandy, supermodello britannico
- 1980 - Spyridōn Gianniōtīs, ex nuotatore greco
- 1980 - Dino Lanaro, attore e conduttore televisivo italiano
- 1980 - Ma Lin, ex tennistavolista cinese
- 1980 - Mike Miller, ex cestista e allenatore di pallacanestro statunitense
- 1980 - Safet Nadarević, ex calciatore bosniaco
- 1980 - Balázs Simon, dirigente sportivo e ex cestista ungherese
- 1980 - Wolfgang Warsch, biologo e autore di giochi austriaco
- 1980 - Cabore, ex calciatore brasiliano
- 1980 - Igor de Souza, ex calciatore brasiliano
- 1981 - Laura Azcurra, attrice argentina
- 1981 - Thomas Buffel, ex calciatore belga
- 1981 - Omar Charef, calciatore marocchino
- 1981 - Emanuele Cozzolino, politico italiano
- 1981 - Assunta De Rossi, attrice filippina
- 1981 - Beth Ditto, cantante statunitense
- 1981 - Denis Evsikov, ex calciatore russo
- 1981 - R.T. Guinn, cestista statunitense
- 1981 - Thomas Holm, allenatore di calcio e ex calciatore norvegese
- 1981 - Benny Lekström, calciatore e giocatore di calcio a 5 svedese
- 1981 - Joshua Mann-Rea, ex rugbista a 15 australiano
- 1981 - Kyle Martino, ex calciatore statunitense
- 1981 - Brett McClure, ex ginnasta statunitense
- 1981 - Miguel Mea Vitali, ex calciatore venezuelano
- 1981 - Lea T, supermodella e personaggio televisivo brasiliana
- 1981 - Tina Pisnik, ex tennista slovena
- 1981 - Nicky Shorey, ex calciatore inglese
- 1981 - Shawn Spears, wrestler canadese
- 1981 - Aleksandr Stukalin, schermidore russo
- 1981 - Uros Vico, allenatore di tennis e ex tennista italiano
- 1981 - Andreas Vinciguerra, ex tennista svedese
- 1982 - Cosmo, cantautore, produttore discografico e disc jockey italiano
- 1982 - Roberto Cortellini, ex calciatore italiano
- 1982 - Alex Dunn, ex cestista statunitense
- 1982 - Gustavo Franchin Schiavolin, ex calciatore brasiliano
- 1982 - Yssouf Koné, ex calciatore ivoriano
- 1982 - Nili Latu, rugbista a 15 tongano
- 1982 - Mascarita Dorada, wrestler messicano
- 1982 - Kirk Morrison, giocatore di football americano statunitense
- 1982 - Mattias Nilsson, ex sciatore nordico svedese
- 1982 - Mustapha Oussalah, ex calciatore marocchino
- 1982 - Mihăiță Pleșan, ex calciatore rumeno
- 1982 - Camelia Potec, ex nuotatrice e dirigente sportiva rumena
- 1982 - So Hyok-chol, ex calciatore nordcoreano
- 1983 - Răzvan Cociș, ex calciatore rumeno
- 1983 - Detelin Dalakliev, ex pugile bulgaro
- 1983 - Affo Erassa, ex calciatore togolese
- 1983 - Marek Gancarczyk, ex calciatore polacco
- 1983 - Wissam Joubran, musicista, compositore e liutaio palestinese
- 1983 - Kotooshu Katsunori, lottatore di sumo bulgaro
- 1983 - Daigo Kobayashi, ex calciatore giapponese
- 1983 - Niccolò Lattanzi, pallavolista italiano
- 1983 - Mika Nakashima, cantante, modella e attrice giapponese
- 1983 - Mihai Neșu, ex calciatore rumeno
- 1983 - Miriam Odemba, modella tanzaniana
- 1983 - Manny Ramirez, giocatore di football americano statunitense
- 1983 - John Turek, ex cestista statunitense
- 1983 - Ryan Whitney, ex hockeista su ghiaccio statunitense
- 1983 - Jawad Williams, ex cestista statunitense
- 1983 - Darold Williamson, velocista statunitense
- 1983 - Wu Hao, ex calciatore cinese
- 1983 - Nick Zoricic, sciatore alpino e sciatore freestyle canadese († 2012)
- 1984 - Liz Carmouche, artista marziale misto statunitense
- 1984 - David Fleurival, calciatore francese
- 1984 - Michael Flückiger, ex hockeista su ghiaccio svizzero
- 1984 - Antons Jemeļins, ex calciatore lettone
- 1984 - Marissa Meyer, scrittrice statunitense
- 1984 - Erminio Rullo, allenatore di calcio e ex calciatore italiano
- 1984 - Alessandro Sorte, politico italiano
- 1984 - Josh Trank, regista e sceneggiatore statunitense
- 1985 - Dennis Cagara, ex calciatore danese
- 1985 - Haylie Duff, attrice, cantautrice e personaggio televisivo statunitense
- 1985 - Oleksandr Ivaščenko, ex calciatore ucraino
- 1985 - Dan Joye, ex slittinista statunitense
- 1985 - Arielle Kebbel, attrice e modella statunitense
- 1985 - Marko Lekić, ex cestista serbo
- 1985 - Marc McCarroll, tennista britannico
- 1985 - Kosta Perović, ex cestista serbo
- 1985 - Sławomir Peszko, allenatore di calcio e ex calciatore polacco
- 1985 - Milovan Raković, ex cestista serbo
- 1985 - Cristian Sosa, calciatore uruguaiano
- 1985 - Violeta Urtizberea, attrice argentina
- 1985 - Jelle Vanendert, ex ciclista su strada belga
- 1986 - Michele Antonutti, ex cestista italiano
- 1986 - Alessandro Cosentini, attore italiano
- 1986 - Sebastián Dubarbier, ex calciatore argentino
- 1986 - Pablo Gallardo, ex calciatore spagnolo
- 1986 - Björn Gustafsson, attore svedese
- 1986 - Linus Klasen, hockeista su ghiaccio svedese
- 1986 - Amber Kuo, cantante e attrice taiwanese
- 1986 - André Luís Leite, calciatore brasiliano
- 1986 - Ophelia Lovibond, attrice britannica
- 1986 - Gabriella Martinelli, cantante, polistrumentista e pittrice italiana
- 1986 - Geofrey Massa, ex calciatore ugandese
- 1986 - Maria Mena, cantautrice norvegese
- 1986 - Fabio Menghi, pilota motociclistico italiano
- 1986 - Luke Nevill, ex cestista australiano
- 1986 - Jayde Nicole, modella canadese
- 1986 - Andreea Orosz, ex cestista rumena
- 1986 - Alessio Orsingher, giornalista e conduttore televisivo italiano
- 1986 - Amadou Sidibé, ex calciatore maliano
- 1986 - Marta Vieira da Silva, calciatrice brasiliana
- 1986 - Uģis Žaļims, bobbista lettone
- 1986 - Disa Östrand, attrice svedese
- 1987 - Ahmed Adly, scacchista egiziano
- 1987 - Berkay Ateş, attore turco
- 1987 - Luca Beccaris, rugbista a 15 italiano
- 1987 - Jagoba Beobide, calciatore spagnolo
- 1987 - Martin Büchel, ex calciatore liechtensteinese
- 1987 - Anna Cappellini, danzatrice su ghiaccio italiana
- 1987 - Volkan Döne, pallavolista turco
- 1987 - Alexandra Eremia, ex ginnasta rumena
- 1987 - Beñat Etxebarria, ex calciatore spagnolo
- 1987 - Caleb Fairly, ex ciclista su strada statunitense
- 1987 - Hárrison Henao, ex calciatore colombiano
- 1987 - Heo Yi-jae, attrice sudcoreana
- 1987 - Kevin Lalande, ex hockeista su ghiaccio canadese
- 1987 - Patrick Oboya, ex calciatore keniota
- 1987 - Alfredo Ramírez, ex calciatore argentino
- 1987 - Josh Reddick, giocatore di baseball statunitense
- 1987 - Francisco Regalón, ex calciatore spagnolo
- 1987 - Sam Reid, attore australiano
- 1987 - Jesús Rueda, calciatore spagnolo
- 1987 - Suad Šehović, cestista montenegrino
- 1987 - Gilda Sportiello, politica italiana
- 1987 - Bolinha, giocatore di calcio a 5 brasiliano
- 1987 - Mario Valery-Trabucco, hockeista su ghiaccio canadese
- 1987 - Vinícius Carlos dos Santos, giocatore di calcio a 5 brasiliano
- 1988 - Ettore Canu, youtuber e fumettista italiano
- 1988 - Bruce Carter, giocatore di football americano statunitense
- 1988 - Atte Engren, hockeista su ghiaccio finlandese
- 1988 - Mo Gilligan, comico e conduttore televisivo britannico
- 1988 - Miyu Irino, attore e doppiatore giapponese
- 1988 - Mike Jensen, calciatore danese
- 1988 - Peter Kassig, attivista e militare statunitense († 2014)
- 1988 - Andrij Mandzij, slittinista ucraino
- 1988 - Sebastián Mora, ex ciclista su strada e ex pistard spagnolo
- 1988 - Kyle Newhall-Caballero, ex giocatore di football americano statunitense
- 1988 - Andrew Osagie, mezzofondista britannico
- 1988 - Natalija Pohrebnjak, velocista ucraina
- 1988 - Christian Sivebæk, ex calciatore danese
- 1988 - Dániel Vadnai, calciatore ungherese
- 1989 - Danielle Adams, cestista statunitense
- 1989 - Sone Aluko, ex calciatore inglese
- 1989 - Constantin Budescu, calciatore rumeno
- 1989 - Pavel Dvořák, calciatore ceco
- 1989 - Matt Hamilton, giocatore di curling statunitense
- 1989 - Jeff Henderson, lunghista statunitense
- 1989 - Johannes Hoff Thorup, allenatore di calcio danese
- 1989 - Valentin Jeriomenko, calciatore lituano
- 1989 - Jung Yoo-jin, attrice e modella sudcoreana
- 1989 - Fernando Marçal, calciatore brasiliano
- 1989 - Giōrgos Mpogrīs, cestista greco
- 1989 - Dwayne Sandy, calciatore sanvincentino († 2021)
- 1989 - Rüdiger Selig, ex ciclista su strada e ex pistard tedesco
- 1989 - Wu Xi, calciatore cinese
- 1989 - Stefan Živanović, cestista serbo
- 1990 - Saad Al Sheeb, calciatore qatariota
- 1990 - Kosta Barbarouses, calciatore neozelandese
- 1990 - Ryad Boudebouz, calciatore francese
- 1990 - Briken Calja, sollevatore albanese
- 1990 - Mattia Casse, sciatore alpino italiano
- 1990 - Andrej Čaušić, calciatore croato
- 1990 - Melanie Couzy, tiratrice a volo francese
- 1990 - Kehinde Fatai, calciatore nigeriano
- 1990 - Jack Gallagher, wrestler inglese
- 1990 - Borja García, ex calciatore spagnolo
- 1990 - Renato González, calciatore cileno
- 1990 - Jurij Kunakov, tuffatore russo
- 1990 - Lee Elijah, attrice sudcoreana
- 1990 - Liu Yongshi, schermitrice cinese
- 1990 - Luke Newberry, attore britannico
- 1990 - Pedro Ortíz, calciatore ecuadoriano
- 1990 - Luke Pasqualino, attore britannico
- 1990 - David Rochela, ex calciatore spagnolo
- 1990 - Juliane Seyfarth, saltatrice con gli sci tedesca
- 1990 - Khalid Wooten, giocatore di football americano statunitense
- 1990 - Yu Shulong, ex cestista cinese
- 1991 - Matteo Appiani, ex rugbista a 15 italiano
- 1991 - Trevor Bayne, pilota automobilistico statunitense
- 1991 - Metehan Başar, lottatore turco
- 1991 - Tomás Berra, calciatore argentino
- 1991 - Fabio Daprelà, calciatore svizzero
- 1991 - Aree Davis, attrice statunitense
- 1991 - Oualid El Hajjam, calciatore marocchino
- 1991 - C.J. Harris, cestista statunitense
- 1991 - Yoeri Havik, pistard e ciclista su strada olandese
- 1991 - Christoph Kramer, ex calciatore tedesco
- 1991 - Constantin Mandricenco, calciatore moldavo
- 1991 - Ethan Mitchell, pistard neozelandese
- 1991 - Anastasija Mysnyk, atleta paralimpica ucraina
- 1991 - Imad Najah, calciatore marocchino
- 1991 - Dasha Nekrasova, attrice, regista e sceneggiatrice bielorussa
- 1991 - Adreian Payne, cestista statunitense († 2022)
- 1991 - Chelsea Poppens, ex cestista statunitense
- 1991 - Zsolt Pölöskei, ex calciatore ungherese
- 1991 - Andrij Slinkin, calciatore ucraino
- 1991 - Aleksandar Stankov, calciatore macedone
- 1991 - Antonio Stankov, calciatore macedone
- 1991 - Kenny van der Weg, ex calciatore olandese
- 1992 - Martina Capelli, dirigente sportivo e ex calciatrice italiana
- 1992 - Filippo Crepaldi, giocatore di baseball italiano
- 1992 - Dominik Etlinger, lottatore croato
- 1992 - Simon Falette, calciatore guineano
- 1992 - Paulina Gaitán, attrice messicana
- 1992 - James Malcolm Green, lottatore statunitense
- 1992 - Sandro Silva, disc jockey e produttore discografico olandese
- 1992 - Enriko Kehl, kickboxer e thaiboxer tedesco
- 1992 - Maegan Kelly, calciatrice statunitense
- 1992 - Kareem Martin, giocatore di football americano statunitense
- 1992 - Victor Massaia, calciatore brasiliano
- 1992 - Julian Michel, calciatore francese
- 1992 - Georgi Milanov, calciatore bulgaro
- 1992 - Ilija Milanov, calciatore bulgaro
- 1992 - Cody Parkey, giocatore di football americano statunitense
- 1992 - Kwadwo Poku, ex calciatore ghanese
- 1993 - Martín Alaníz, calciatore uruguaiano
- 1993 - Shaquille Cleare, cestista bahamense
- 1993 - Facundo Cobos, calciatore argentino
- 1993 - Mike Davis, ex giocatore di football americano statunitense
- 1993 - Berat Djimsiti, calciatore svizzero-albanese
- 1993 - Matheus Ferreira de Sousa, calciatore brasiliano
- 1993 - Nikolaos Giannakopoulos, calciatore greco
- 1993 - Jason Holt, calciatore scozzese
- 1993 - Mauro Icardi, calciatore argentino
- 1993 - Victoria Justice, attrice e cantante statunitense
- 1993 - Martina Merlo, mezzofondista e siepista italiana
- 1993 - Jada, cantante danese
- 1993 - Bobby Ray Parks, cestista filippino
- 1993 - Oleksandr Tkačenko, calciatore ucraino
- 1993 - Melina Vidler, attrice australiana
- 1993 - Hugo Vidémont, ex calciatore francese
- 1993 - Sarah Zadrazil, calciatrice austriaca
- 1994 - Blizzy, rapper svedese
- 1994 - Fausto Desalu, velocista nigeriano
- 1994 - Željko Dimitrov, calciatore serbo
- 1994 - Maryna Gąsienica-Daniel, sciatrice alpina polacca
- 1994 - Nikola Ivanović, cestista montenegrino
- 1994 - Laura Oprea, canottiera rumena
- 1994 - Mathilde-Amivi Petitjean, fondista francese
- 1994 - Michal Ranko, calciatore slovacco
- 1994 - Tsubura Satō, ex pallavolista giapponese
- 1994 - Svetlana Tripapina, schermitrice russa
- 1994 - Tiina Trutsi, calciatrice estone
- 1994 - Alan Uryga, calciatore polacco
- 1994 - Brett Walsh, pallavolista canadese
- 1995 - Agustín Ale, calciatore uruguaiano
- 1995 - Nicola Bagioli, ex ciclista su strada italiano
- 1995 - Elijah Brown, cestista statunitense
- 1995 - Mikkel Desler, calciatore danese
- 1995 - Alassane Diallo, ex calciatore maliano
- 1995 - Aleksandr Jaremčuk, atleta paralimpico russo
- 1995 - Nikola Jokić, cestista serbo
- 1995 - Nolan Mbemba, calciatore francese
- 1995 - Marcus Monsen, ex sciatore alpino norvegese
- 1995 - Adam Pecháček, cestista ceco
- 1995 - Nichelle Prince, calciatrice canadese
- 1995 - Daly Santana, pallavolista portoricana
- 1995 - Elien Van Wynendaele, ex calciatrice belga
- 1995 - Samuel Walker, pallavolista australiano
- 1996 - Beni Badibanga, calciatore belga
- 1996 - Ashnikko, rapper, cantautrice e produttrice discografica statunitense
- 1996 - Cui Ziting, pallavolista cinese
- 1996 - Li Mohua, pallavolista cinese
- 1996 - Stefan Lončar, calciatore montenegrino
- 1996 - Jan Maas, ciclista su strada olandese
- 1996 - Alina Meier, fondista svizzera
- 1996 - Artёm Meščaninov, calciatore russo
- 1996 - Mohamed Mustafa, calciatore sudanese
- 1996 - Alec Potts, arciere australiano
- 1996 - Lars-Jørgen Salvesen, calciatore norvegese
- 1996 - Nikoloz Sherazadishvili, judoka spagnolo
- 1996 - Claudia Sulewski, attrice statunitense
- 1996 - Travin Thibodeaux, cestista statunitense
- 1996 - D.J. Wilson, cestista statunitense
- 1996 - Tommaso Zafferani, calciatore sammarinese
- 1997 - Romaric Belemene, cestista della Repubblica del Congo
- 1997 - Nuno Borges, tennista portoghese
- 1997 - Matthias Casse, judoka belga
- 1997 - Benedikt Gimber, calciatore tedesco
- 1997 - Nemanja Glavčić, calciatore serbo
- 1997 - Slobodan Jovanović, cestista serbo
- 1997 - Rathavit Kijworalak, attore thailandese
- 1997 - Stephanie Lebby, ex sciatrice alpina statunitense
- 1997 - Christopher Martins Pereira, calciatore lussemburghese
- 1997 - Denis Nekrasov, ciclista su strada e pistard russo
- 1997 - Nicklas Sahl, cantante danese
- 1997 - Jhony Douglas Santiago, calciatore brasiliano
- 1997 - Shqiprim Taipi, calciatore albanese
- 1997 - Yūya Takazawa, calciatore giapponese
- 1997 - Heriberto Tavares, calciatore capoverdiano
- 1997 - Andreas Vaikla, calciatore canadese
- 1997 - Wang Jin, sciatrice freestyle cinese
- 1998 - Lexii Alijai, rapper statunitense († 2020)
- 1998 - Brian Farioli, calciatore argentino
- 1998 - Katharina Gerlach, tennista tedesca
- 1998 - Wadeline Jonathas, velocista statunitense
- 1998 - Mike Lewis, cestista statunitense
- 1998 - Felipe Meligeni Alves, tennista brasiliano
- 1998 - Joaquín Novillo, calciatore argentino
- 1998 - Alice Pagani, attrice, modella e scrittrice italiana
- 1998 - Chappell Roan, cantautrice statunitense
- 1998 - Nikolai Laursen, calciatore danese
- 1998 - Shefit Shefiti, calciatore macedone
- 1998 - Matías Tagliamonte, calciatore argentino
- 1998 - Annahita Zamanian, calciatrice francese
- 1999 - Albion Ademi, calciatore finlandese
- 1999 - Sonia Ben Ammar, attrice, modella e cantante francese
- 1999 - Loïc Bessilé, calciatore francese
- 1999 - Lautaro Blanco, calciatore argentino
- 1999 - Baron Browning, giocatore di football americano statunitense
- 1999 - Melisa Brčaninović, cestista bosniaca
- 1999 - Breno Correia, nuotatore brasiliano
- 1999 - Samuel Cosmi, giocatore di football americano statunitense
- 1999 - Hugo González de Oliveira, nuotatore spagnolo
- 1999 - Quinn Isaacson, pallavolista statunitense
- 1999 - Camilla Linberg, calciatrice norvegese
- 1999 - Quinn Lord, attore canadese
- 1999 - Senne Lynen, calciatore belga
- 1999 - Guiomar Maristany, tennista spagnola
- 1999 - David Martín, ciclista su strada spagnolo
- 1999 - Anastasia Nichita, lottatrice moldava
- 1999 - Nazarij Nyč, calciatore ucraino
- 1999 - Jackson Pace, attore statunitense
- 1999 - Donovan Peoples-Jones, giocatore di football americano statunitense
- 1999 - Luke Thomas, calciatore inglese
- 2000 - Moteb Al-Harbi, calciatore saudita
- 2000 - Sandy Baltimore, calciatrice francese
- 2000 - Ousmane Diop, cestista senegalese
- 2000 - Gaby Jean, calciatore francese
- 2000 - Li Yingying, pallavolista cinese
- 2000 - Barbara Malcotti, ciclista su strada italiana
- 2000 - Carlos Mejía, calciatore honduregno
- 2000 - Matheus Miranda, calciatore brasiliano
- 2000 - Pete Nance, cestista statunitense
- 2000 - Nauris Petkevičius, calciatore lituano
- 2000 - Dameon Pierce, giocatore di football americano statunitense
- 2000 - Giacomo Quagliata, calciatore italiano
- 2000 - Muhammed Sanneh, calciatore gambiano
- 2000 - Hana Takahashi, calciatrice giapponese

## XXI secolo(43)
- 2001 - Stephen Afrifa, calciatore canadese
- 2001 - Baltasar Barcia, calciatore uruguaiano
- 2001 - Aleksandar Langović, cestista serbo
- 2001 - Lee Kang-in, calciatore sudcoreano
- 2001 - David Mazouz, attore statunitense
- 2001 - Óscar Quiñónez, calciatore ecuadoriano
- 2001 - Welington, calciatore brasiliano
- 2001 - Matthew Sorinola, calciatore inglese
- 2001 - Hanus Sørensen, calciatore faroese
- 2001 - Papa V, rapper italiano
- 2001 - Franco Zapiola, calciatore argentino
- 2001 - Sava-Arangel Čestić, calciatore tedesco
- 2002 - Francisco Barrios, calciatore uruguaiano
- 2002 - Tobias Bech, calciatore danese
- 2002 - Aireontae Ersery, giocatore di football americano statunitense
- 2002 - Luciano Ferreyra, calciatore argentino
- 2002 - Nassim Innocenti, calciatore burkinabé
- 2002 - Matthew King, nuotatore statunitense
- 2002 - Jesús Orozco, calciatore messicano
- 2002 - Marko Stamenic, calciatore neozelandese
- 2002 - Felipe Florêncio da Silva, calciatore brasiliano
- 2003 - Niko Domjanić, calciatore croato
- 2003 - Óscar Díaz Sánchez, calciatore uruguaiano
- 2003 - Anselmo García MacNulty, calciatore irlandese
- 2003 - Astrid Gilardi, calciatrice italiana
- 2003 - Luca Langoni, calciatore argentino
- 2003 - Valentín Moreno, calciatore argentino
- 2003 - Ariel Mosór, calciatore polacco
- 2003 - Simen Sellæg, sciatore alpino norvegese
- 2004 - Amar Fatah, calciatore svedese
- 2004 - Millie Bobby Brown, attrice e produttrice cinematografica britannica
- 2004 - Luca Harrington, sciatore freestyle neozelandese
- 2004 - Kerchak, rapper francese
- 2004 - Fabricio Oviedo, calciatore argentino
- 2004 - Daniel Samek, calciatore ceco
- 2004 - Diya Siddique, arciera bangladese
- 2005 - June Brand, ex sciatrice alpina francese
- 2005 - Alma Deutscher, compositrice, pianista e violinista britannica
- 2005 - Collin Veijer, pilota motociclistico olandese
- 2006 - Maher Carrizo, calciatore argentino
- 2006 - Anton Matković, calciatore croato
- 2009 - Romane Temessek, nuotatrice artistica francese
- 2013 - Kim Ju-ae, nordcoreana

## Senza anno specificato(1)
- Nagamu Nanaji, fumettista giapponese